# NEOSSat
Das Projekt NEOSSat (Near Earth Object Surveillance Satellite; deutsch: Erdnaher Objektüberwachungssatellit) ist eine kanadische Kooperation zwischen der kanadischen Weltraumagentur CSA und der Forschungseinrichtung DRDC des kanadischen Verteidigungsministeriums, sowie der University of Calgary. Hersteller des Satelliten ist die Firma Microsat Systems Canada. NEOSSat ist Kanadas zweites Weltraumteleskop, nach MOST, welches sich bereits seit 2003 im Erdorbit befindet und immer noch aktiv ist.

## Start
Ursprünglich war der Start von NEOSSat für das Frühjahr 2010 geplant. Nach Verzögerungen wurde er am 25. Februar 2013 um 12:31 UTC mit einer PSLV-Trägerrakete von der Startrampe 1 des indischen Satish Dhawan Space Centre auf der Insel Sriharikota gestartet. Mit demselben Start wurden auch der ebenfalls kanadische Satellit Sapphire, der indische Satellit SARAL, die österreichischen Satelliten UniBRITE und TUGSat 1 und der britischen STRaND 1 sowie der dänischen AAUSAT ins All gebracht.

## Mission
Ziel der Mission ist es, erdnahe Objekte, Satelliten und Weltraummüll, die der Erde gefährlich nahekommen, zu entdecken, zu verfolgen und zu katalogisieren. Des Weiteren soll die neue Mikrosatellitentechnik erprobt werden, die es erlaubt, Satelliten und Sonden kleiner und somit günstiger zu bauen. Der Satellit arbeitet in einem Low Earth Orbit (LEO) in einer Höhe von ca. 650 km. Somit wird der Satellit alle 100 Minuten die Erde komplett umrunden. Die geplante Missionsdauer beträgt mindestens ein Jahr. Der Satellit wird vom CSA Satellite Control Center in Kanada gesteuert.

## Aufbau
NEOSSat ist der erste auf dem neuen Multi-Mission Microsatellite Bus der CSA gebaute Satellit. Er hat ein Gewicht von 74 kg und Abmessungen von 1 m × 0,4 m × 0,8 m mit Solarzellen. Die immens teuren Startkosten können dadurch drastisch gesenkt werden. Die Leistungsaufnahme beträgt ca. 35–50 W. Der Satellit ist des Weiteren mit Kreiselsystemen, Sternsensor, Sonnensensor, Magnetometer sowie einem angepassten  F/6-Maksutov-Teleskop mit einem Spiegeldurchmesser von 15 cm ausgerüstet. Der Satellit kostet ca. 12 Millionen kanadische Dollar.